# Treibjagd im Dorf
Treibjagd im Dorf ist eine österreichisch-deutsche Koproduktion aus dem Jahr 2017. Der unter der Regie von Peter Keglevic entstandene Fernsehfilm wurde am 22. März 2017 im ORF und am 15. Mai 2017 im ZDF erstmals ausgestrahlt. Es handelt sich nach Die Fremde und das Dorf (2014) und Ein Geheimnis im Dorf – Schwester und Bruder (2016) um den dritten Teil einer ORF/ZDF-Heimatfilmreihe.

## Handlung
Bei einem Schießtraining trifft der 13-jährige Franzi nicht wie gewohnt die leere Weinflasche, sondern seinen Großvater Anton Wolf. Anton fällt ins Koma, Franzi läuft verstört davon, ohne sich jemand anzuvertrauen. Zwei Tage später erliegt Anton seinen Verletzungen. Im Dorf verbreitet sich das Gerücht, dass Antons Sohn Franz der Schütze gewesen sei, als Motiv wird der laufende Streit über die Bewirtschaftung des Bauernhofes zwischen Vater und Sohn vermutet. Franz beteuert seine Unschuld, sein Bruder Josef scheint allerdings der Einzige zu sein, der an dessen Schuldlosigkeit glaubt. Als sich Antons Enkel Franzi der Polizei stellt, glaubt ihm diese zunächst ebenfalls nicht.

## Produktion
Die Dreharbeiten fanden von 27. Juni bis 29. Juli 2016 statt, gedreht wurde in der Steiermark. Drehorte waren unter anderem Tragöß und Krakau. Produziert wurde der Film von der Film 27, beteiligt waren der Österreichische Rundfunk und das ZDF, unterstützt wurde die Produktion vom Fernsehfonds Austria und CINESTYRIA Filmcommission and Fonds.

## Rezeption
Den Film verfolgten bei Erstausstrahlung im ORF durchschnittlich  757.000 Zuseher, dies entsprach einem Marktanteil von 25 Prozent. Im ZDF sahen bei Erstausstrahlung 5,3 Millionen Personen den Film, der Marktanteil betrug 17,7 Prozent.
Die Oberösterreichischen Nachrichten urteilten: „Die Treibjagd im verruchten Dorf endet gar nicht so überraschend, dafür aber abrupt und mit Fragezeichen. Fazit: Ein bisschen weniger dick aufgetragen wäre echt spannend gewesen.“
Volker Bergmeister lobte bei tittelbach.tv das gesamte Ensemble, insbesondere Enzo Gaier: „Der 15-Jährige [...] meistert die schwierige Rolle des versehentlichen Todesschützen, der von Gewissensbissen geplagt wird und niemanden findet, der ihm hilft, mit Bravour.“